# 緒月遠麻
緒月 遠麻（おづき とおま、12月3日 - ）は、日本の女優。元宝塚歌劇団宙組・雪組の男役スター。
愛知県名古屋市、菊華高等学校出身。身長174cm。愛称は「きたろう」、「づっくん」、「きたさん」。
所属事務所はACT JP エンターテイメント。

## 来歴
1998年、宝塚音楽学校入学。
2000年、宝塚歌劇団に86期生として入団。入団時の成績は32番。花組公演「源氏物語 あさきゆめみし／ザ・ビューティーズ!」で初舞台。組まわりを経て雪組に配属。
2012年5月28日付で宙組へと組替え。
宙組の主要な男役スターとして活躍したが、2015年2月15日、凰稀かなめ退団公演となる「白夜の誓い／PHOENIX 宝塚!!」東京公演千秋楽をもって、宝塚歌劇団を退団。
退団後は舞台を中心に活動している。

## 宝塚歌劇団時代の主な舞台

### 初舞台
- 2000年4 - 5月、花組『源氏物語 あさきゆめみし』『ザ・ビューティーズ!』（宝塚大劇場のみ）[1]

### 組まわり
- 2000年5 - 6月、星組『黄金のファラオ』『美麗猫（ミラキャット）』（宝塚大劇場のみ）

### 雪組時代
- 2000年9 - 10月、『デパートメント・ストア』『凱旋門』（1000days劇場のみ）
- 2001年2 - 6月、『猛（たけ）き黄金の国』『パッサージュ』
- 2001年8月、『凱旋門』『パッサージュ』（博多座）
- 2001年10 - 2002年2月、『愛 燃える』『Rose Garden』
- 2002年4月、専科・雪組『風と共に去りぬ』（日生劇場）
- 2002年5 - 9月、『追憶のバルセロナ』 - 新人公演：フィリップ（本役：風美佳希）『ON THE 5th』
- 2002年10 - 11月、『ホップ スコッチ』（バウホール・日本青年館） - ラルフ・スコット
- 2003年1 - 5月、『春麗の淡き光に』『Joyful!!』
- 2003年6 - 7月、『春麗の淡き光に』『Joyful!!』（全国ツアー）
- 2003年8 - 12月、『Romance de Paris』 - ハミド、新人公演：ヤニック（本役：天勢いづる）『レ・コラージュ』
- 2004年1 - 2月、『Romance de Paris』 - ディミトリ『レ・コラージュ』（中日劇場）
- 2004年4 - 7月、『スサノオ』 - 新人公演：アオセトナ（本役：水夏希）『タカラヅカ・グローリー!』[2]
- 2004年8 - 9月、『あの日みた夢に』（日本青年館・ドラマシティ） - ハンキー
- 2004年11 - 2005年2月、『青い鳥を捜して』 - ピエール・クレーベル、新人公演：デニス・ハワード（本役：貴城けい）『タカラヅカ・ドリーム・キングダム』[2]
- 2005年4月、『さすらいの果てに』（バウホール） - クレイトン大尉
- 2005年6 - 10月、『霧のミラノ』 - ヘルマン、新人公演：カールハインツ・ベルガー（本役：貴城けい）『ワンダーランド』[2]
- 2005年11 - 12月、『DAYTIME HUSTLER』（バウホール・日本青年館） - ロレンツォ
- 2006年2 - 5月、『ベルサイユのばら-オスカル編-』 - オーギュスト、新人公演：アラン・ド・ソワソン（本役：水夏希／音月桂）
- 2006年7月、『ベルサイユのばら-オスカル編-』（全国ツアー） - アラン・ド・ソワソン
- 2006年9 - 12月、『堕天使の涙』 - オーギュスト、新人公演：ジャン＝ポール・ドレ（本役：水夏希）『タランテラ!』
- 2007年5 - 8月、『エリザベート』 - シュヴァルツェンベルク侯爵
- 2007年10月、『シルバー・ローズ・クロニクル』（ドラマシティ・日本青年館） - ブライアン・H・アトリー／ヴァン・ヘルシング
- 2008年1 - 3月、『君を愛してる-Je t'aime-』 - クレアント『ミロワール』
- 2008年5 - 6月、『凍てついた明日』（バウホール） - テッド・ヒントン
- 2008年8 - 11月、『ソロモンの指輪』『マリポーサの花』 - フェルッティ
- 2009年1月、『忘れ雪』（バウホール・日本青年館） - 笹川宗光[2]
- 2009年3 - 5月、『風の錦絵』『ZORRO 仮面のメサイア』 - ガルシア軍曹
- 2009年7 - 10月、『ロシアン・ブルー』 - ユーリ・メドベージェフ『RIO DE BRAVO!!（リオ デ ブラボー）』
- 2009年11 - 12月、『情熱のバルセロナ』 - ラファエル『RIO DE BRAVO!!（リオ デ ブラボー）』（全国ツアー）
- 2010年2 - 4月、『ソルフェリーノの夜明け』 - ハンデル『Carnevale（カルネヴァーレ）睡夢（すいむ）』
- 2010年6 - 9月、『ロジェ』 - シュミット『ロック・オン!』[2]
- 2010年10 - 11月、『オネーギン Evgeny Onegin』（日本青年館・バウホール） - ある革命思想家
- 2011年1 - 3月、『ロミオとジュリエット』 - ティボルト[2]
- 2011年4 - 5月、『ニジンスキー-奇跡の舞神-』（バウホール・日本青年館） - セルゲイ・ディアギレフ[2]
- 2011年7月、『ハウ・トゥー・サクシード』（梅田芸術劇場） - トィンブル／ウォンパー
- 2011年9 - 11月、『仮面の男』 - ポルトス『ROYAL STRAIGHT FLUSH!!』
- 2011年12 - 2012年1月、『Samourai』（ドラマシティ・日本青年館） - 坂本龍馬／オーギュスト・フルーランス少尉
- 2012年3 - 5月、『ドン・カルロス』 - フアン・デ・アウストリア『Shining Rhythm!』

### 宙組時代
- 2012年8 - 11月、『銀河英雄伝説@TAKARAZUKA』 - ヤン・ウェンリー 初エトワール[1][2]
- 2013年1月、『銀河英雄伝説@TAKARAZUKA』（博多座） - ヤン・ウェンリー エトワール
- 2013年3 - 6月、『モンテ・クリスト伯』 - ベルツッチオ『Amour de 99!!-99年の愛-』
- 2013年7 - 8月、『うたかたの恋』 - フリードリヒ公爵『Amour de 99!!-99年の愛-』（全国ツアー）
- 2013年9 - 12月、『風と共に去りぬ』 - ベル・ワットリング
- 2014年2 - 3月、『翼ある人びと-ブラームスとクララ・シューマン-』（ドラマシティ・日本青年館） - ロベルト・シューマン[2]
- 2014年5 - 7月、『ベルサイユのばら-オスカル編-』 - アラン・ド・ソワソン[注釈 1]／アンドレ・グランディエ[注釈 2][2]
- 2014年11 - 2015年2月、『白夜の誓い -グスタフIII世、誇り高き王の戦い-』 - ヤコブ・ヨハン・アンカーストレム『PHOENIX 宝塚!!-蘇る愛-』 退団公演[6][1][2]

### 出演イベント
- 2002年6月、TCAスペシャル2002『LOVE』
- 2003年10月、樹里咲穂コンサート『JUBIEE-S』[2]
- 2004年7月、TCAスペシャル2004『タカラヅカ90』
- 2005年4月、TCAスペシャル2005『Beautiful Melody Beautiful Romance』
- 2005年12月、『花の道 夢の道 永遠の道』
- 2006年9月、TCAスペシャル2006『ワンダフル・ドリーマーズ』
- 2007年9月、TCAスペシャル2007『アロー!レビュー!』
- 2008年12月、タカラヅカスペシャル2008『La Festa!』
- 2009年12月、タカラヅカスペシャル2009『WAY TO GLORY』
- 2010年12月、タカラヅカスペシャル2010『FOREVER TAKARAZUKA』
- 2012年12月、タカラヅカスペシャル2012『ザ・スターズ!〜プレ・プレ・センテニアル〜』
- 2014年4月、宝塚歌劇100周年 夢の祭典『時を奏でるスミレの花たち』
- 2014年8 - 9月、凰稀かなめディナーショー『Metamorphose-メタモルフォーゼ-』[7]
- 2014年12月、タカラヅカスペシャル2014『Thank you for 100 years』

## 宝塚歌劇団退団後の主な活動

### 舞台
- 2015年10月、『希望のホシ』（つつじホール）[8]
- 2016年1月、『罠』（紀伊國屋ホール）[9]
- 2016年4月、『月の角度』（一心寺シアター倶楽・ザ・ポケット）
- 2016年6 - 7月、『FLAMENCO CAFE DEL GATO』（サンケイホールブリーゼ・プレイハウス）[10]
- 2016年8月、『天球儀-The Sphere-』（紀伊國屋ホール）
- 2016年9 - 10月、『新版 国性爺合戦』（シアター1010・東海市芸術劇場・福岡市民会館・ドラマシティ） - 渚[11]
- 2017年4 - 5月、『ロマンシング サガ THE STAGE〜ロアーヌが燃える日〜』（サンシャイン劇場・サンケイホールブリーゼ・愛知県芸術劇場・ザ・グランドホール） - カタリナ・ラウラン[12]
- 2017年7月、『イムリ』（俳優座劇場） - ピアジュ[13]
- 2017年11月、『ヘルプマン!〜監査編〜』（俳優座劇場） - 八神奈美[14]
- 2018年1 - 2月、『伊賀の花嫁 その二 鬼は外編』（俳優座劇場）[15]
- 2018年2月、『見えても 見えなくても』（ザ・ポケット） - 杉原あき[16]
- 2018年5月、『信長の野望・大志-春の陣-天下布武〜金泥の首編〜』（CBGKシブゲキ!!） - 井伊直虎[17]
- 2018年6月、『希望のホシ2018』（あうるすぽっと）[8]
- 2018年11月、『信長の野望・大志-冬の陣-王道執行〜騎虎の白塩編〜』（シアター1010） - 井伊直虎[18]
- 2019年1 - 2月、『ベルサイユのばら45〜45年の軌跡、そして未来へ〜』（東京国際フォーラム・梅田芸術劇場）[19]
- 2019年5月、『天狗 ON THE RADIO』（シアターウエスト）[20]
- 2019年7月、『Zip&Candy』（俳優座劇場）[21]
- 2019年10月、『トムとジェリー 夢よもう一度』（WWホール） - 天使ガブリエル[22]
- 2019年12月、『終わらない世界』（博品館劇場）[23]
- 2020年9月、『ぼくらの七日間戦争』（かめありリリオホール） - 橋口暁子[24]
- 2021年4月、『ラン・フォー・ユア・ワイフ』（オルタナティブシアター・ウインクあいち・サンケイホールブリーゼ） - バーバラ・スミス[25]
- 2021年7月、『信長の野望・大志〜最終章〜群雄割拠 関ヶ原』（かめありリリオホール） - 井伊直虎[26]
- 2023年8 - 9月、『THE MONEY-薪巻満奇のソウサク-』（CBGKシブゲキ!!・心斎橋PARCO SPACE14）[27]
- 2023年12月、朗読劇『ラストダンスは私に〜岩谷時子物語〜』（六行会ホール） - 越路吹雪[注釈 3][28]
- 2024年10 - 11月、『のうぜい合戦』（CBGKシブゲキ!!・扇町ミュージアムキューブ・穂の国とよはし芸術劇場PLAT・ラゾーナ川崎プラザソル）[29]
- 2025年2 - 3月、『キャッシュ・オン・デリバリー』（あうるすぽっと・名古屋市中川文化小劇場・松下IMPホール） - ミズ・クーパー[30]
- 2025年4 - 5月、『デスティニー -アドラメレクの鏡-』（サンシャイン劇場・久留米シティプラザ・サンケイホールブリーゼ・名古屋市芸術創造センター・さいたま市文化センター）[31]
- 2025年8 - 11月、『ぼくらの七日間戦争2025』（東京建物 Brillia HALL・東京建物 Brillia HALL 箕面 ・京都劇場・熊本城ホール・東海市芸術劇場） - 橋⼝暁⼦[32]

### 映画
- 2023年、『まくをおろすな!』 - 出雲也哉子[33]

### ドラマ
- 極限夫婦 第3章「北斗夫婦の場合」（2024年3月、関テレ） - 田悦子（たえこ）[34]

### ラジオドラマ
- FMシアター（NHK-FM）
  - 『アーケード狂騒曲』（2025年7月12日）[35] - アサミ 役

## TV出演
- 2012年10月、日本テレビ『嵐にしやがれ』[36]
- 2014年1月、フジテレビ『SMAP×SMAP』 - スマ進ハイスクール

## 受賞歴
- 2013年、『宝塚歌劇団年度賞』 - 2012年度努力賞[37]